# 12679 Jamessimpson
12679 Jamessimpson eller 1981 EK22 är en asteroid i huvudbältet som upptäcktes den 2 mars 1981 av den amerikanska astronomen Schelte J. Bus vid Siding Spring-observatoriet. Den är uppkallad efter James Edward Simpson.
Asteroiden har en diameter på ungefär 5 kilometer och den tillhör asteroidgruppen Koronis.